# Follow the Leader (Lost)
"Follow the Leader" es el decimoquinto episodio de la quinta temporada de la serie de televisión Lost, de la cadena ABC. Fue escrito por Paul Zbyszewski y Elizabeth Sarnoff, y dirigido por Stephen Williams. Fue emitido el 6 de mayo de 2009 en Estados Unidos y Canadá.

## Trama

### En 1977
En 1977 Jack Shephard y Kate Austen, tras ver cómo Daniel Faraday cae muerto, discuten sobre si deben continuar con su plan, cuando son capturados por Charles Widmore.
Eloise Hawking cree a Jack y Kate al decir que llegaron del futuro y decide ir a detonar la bomba Jughead. Kate no quiere ir con ellos y decide volver a las barracas de Dharma; uno de los Hostiles le va a disparar, cuando es salvada por Sayid Jarrah. Eloise se va con Richard Alpert, Jack y Sayid nadando por corrientes de aguas subterráneas y llegan por una abertura en las rocas hasta los túneles y por ahí hasta donde está la bomba, justo debajo de las barracas de Dharma.
En las barracas, James "Sawyer" Ford y Juliet Burke son prisioneros de Radzinsky, Horace y Phil. Radzinsky tortura a Sawyer y éste calla hasta que Phil golpea fuertemente a Juliet. Mientras tanto, el doctor Pierre Chang confronta a Hugo "Hurley" Reyes, Miles Straume y Jin-Soo Kwon y pone en evidencia que vienen del futuro cuando Hugo afirma que "nunca hubo guerra de Corea" y no puede responder quién es el presidente de Estados Unidos en ese momento. Miles le confirma entonces que es su hijo y Chang decide iniciar la evacuación de la isla, comenzando por las mujeres y los niños. Chang va a informar a Horace y a Radzinsky de esto, lo que aprovecha Sawyer para ofrecerle al segundo que le dirá lo que quiere saber si deja a ir a Juliet con él en el submarino junto a los evacuados, lo que efectivamente acontece. Kate también es capturada y va con ellos en el submarino.

### En 2007
En 2007, Locke se encuentra con Richard en el campamento de los Hostiles y le dice que ahora tiene un propósito. Sun-Hwa Kwon, con una foto de 1977, pregunta a Richard si sabe de Jack, Kate y Hugo, quienes aparecen en la fotografía, y de Jin, su esposo; Richard le contesta que vio morir a todos ellos. 
Locke lleva Richard y a Benjamin Linus hasta el sitio cercano a la avioneta de la heroína, donde en el episodio "Because You Left" Richard extrae una bala a Locke de la pierna y le dice que debe hacer regresar a la isla a los Seis del Oceanic y que debe morir. Se ve que este mensaje a Locke cuando daba saltos en el tiempo provenía del mismo Locke, quien dijo a Richard lo que debía decirle. 
Al volver al campamento, Locke habla con los Hostiles y dice que todos van a peregrinar para encontrarse con Jacob, que durante años les ha dado órdenes sin que nadie lo haya visto. Sin que oiga Locke, Richard comenta a Ben que Locke actúa muy aceleradamente y Ben le dice que por eso quiso matarlo. Locke le asegura a Sun que Jacob puede conseguir que se reúna nuevamente con Jin, pero luego le dice a Ben que sólo van a matar a Jacob.